# Тепловий час
Тепловий час (англ. Thermal time scale) або час Кельвіна-Гельмгольца (Kelvin-Helmholtz time scale) — приблизна оцінка часу, який би знадобився зорі, щоб випромінити всю свою внутрішню енергію при теперішній світності. Поряд з ядерним і динамічним часом, тепловий час використовується для оцінки часу, протягом якого дана зоря залишиться на конкретній стадії еволюції за дотримання певних умов. Оскільки запаси внутнішньої енергії зорі постійно поповнюються завдяки термоядерним реакціям, то час життя зорі зазвичай набагато більший, ніж тепловий час, і для зір головної послідовності визначається ядерним часом.

## Зоряна астрофізика
Внутрішня енергія зорі — це кінетична енергія її частинок, яка, за теоремою віріалу, того ж порядку, що їхня потенціальна енергія у власному гравітаційному полі. Не досліджуючи в деталях розподіл маси в надрах зорі, можна за порядком величини оцінити потенціальну енергію як енергію взаємодії маси зорі з такою ж масою зорі на відстані порядку радіуса зорі:
{\displaystyle \tau _{th}={\frac {\mbox{внутрішня енергія}}{\mbox{швидкість втрати енергії}}}={\cfrac {GM^{2}}{RL}}},
де {\displaystyle G} — гравітаційна стала, {\displaystyle M} — маса зорі, {\displaystyle R} — радіус зорі, {\displaystyle L} — її світність. Наприклад, тепловий час для Сонця становить близько 30 млн років.